# Fred Raymond

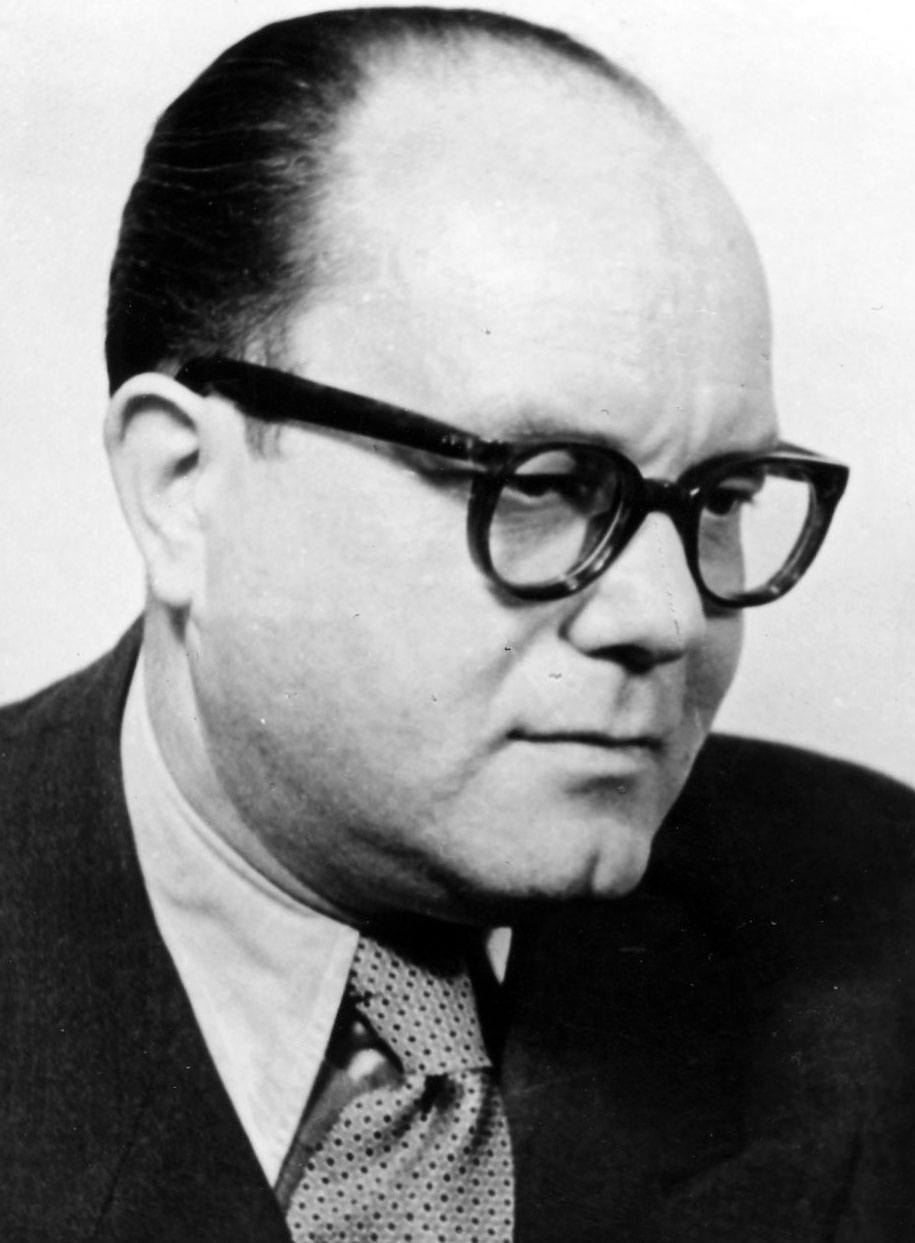
Fred Raymond (1953)

Fred Raymond (* 20. April 1900 in Wien, Österreich-Ungarn, als Friedrich Raimund Vesely; † 10. Januar 1954 in Überlingen) war ein österreichischer Komponist.

## Leben
Friedrich Raimund Vesely war das dritte von vier Kindern (drei weitere Schwestern) von Vinzenz Vesely, einem Revidenten bei den Österreichischen Staatsbahnen und dessen Gattin Henriette, gebürtige Dluhos. Beide Elternteile waren tschechischer Abkunft. Der Sohn sollte nach dem Gymnasium Bergbau studieren und eine Beamtenkarriere anstreben.
1915 starben Vater und Mutter kurz nacheinander. Friedrich und seine drei Schwestern waren auf sich allein gestellt. Dies veranlasste ihn das Studium aufzugeben und eine Banklehre bei der Österreichischen Nationalbank zu beginnen. Nebenher besuchte er mit einem Stipendium die Welthandelsakademie und machte seinen Abschluss. Musik machte er damals nur zum eigenen Vergnügen und nahm nebenbei weiter Unterricht in Klavier und Harmonielehre am Wiener Konservatorium.
Seine erste im Wiener Geselligkeitsverein „Thespis“ aufgeführte Operette in 3 Akten trug den Namen Madame Inkognito. Hier verwendete er das erste Mal seinen späteren Künstlernamen Fred Raymond. Nach diesem ersten Erfolg nahm er Kontakt zu Fritz Grünbaum auf. Der jüdische Confèrencier und Textdichter war Direktor des Kabaretts „Die Hölle“, in dem 1909 das Singspiel Brüderlein fein von Leo Fall uraufgeführt worden war. Grünbaum förderte den jungen Fred Raymond, indem er ihn für das Kabarett eine Revue schreiben ließ, die 1924 aufgeführt wurde. Sie enthielt den Schlager Ich hab das Fräulein Helen baden sehn auf einen Text von Fritz Grünbaum.
Fred Raymond gab seinen Beruf als Bankkaufmann in Wien auf und ging zunächst nach Frankfurt am Main. Dort komponierte er das Lied Ich hab’ mein Herz in Heidelberg verloren, das sich schnell zum Volkslied entwickelte und sein größter Erfolg dieser Zeit war. 1927 nutzte Fred Raymond diesen Erfolg und schrieb mit Bruno Hardt-Warden und Fritz Löhner-Beda das Singspiel Ich hab mein Herz in Heidelberg verloren auf Texte von Ernst Neubach. Es wurde am 29. April 1927 in seiner Heimatstadt Wien an der Wiener Volksoper uraufgeführt. Weitere Erfolge feierte er mit den Nonsenseschlagern Ich reiß mir eine Wimper aus und stech dich damit tot und Ich steh mit Ruth gut.
Ab 1926 konnte Fred Raymond fast jährlich einen seiner neuesten Schlager als Film etablieren. Der ersten Verfilmung 1926 sollten mehrfach wiederholte Verfilmungen seiner bedeutenden Bühnenwerke folgen.
1928 übersiedelte Raymond nach Berlin. Im selben Jahr hatte er seinen nächsten großen Erfolg mit dem Schlager In einer kleinen Konditorei, den er in der 1929 in Dresden uraufgeführten musikalischen Komödie Die Jungfrau von Avalon unterbrachte. Aufgrund der großen Bekanntheit des Schlagers änderten die Autoren den Titel des Lustspiels in In einer kleinen Konditorei. Ebenfalls 1929 wurde in München um diesen Schlager der erste (noch nachsynchronisierte) Tonfilm produziert.
Ab 1930 widmete sich Fred Raymond dem neuen Medium Tonfilm und komponierte eine ganze Reihe von Filmmelodien. Ebenfalls in den 1930er Jahren entstanden zahlreiche Operetten, deren erfolgreichste 1937 die Maske in Blau war.
Zur Wehrmacht eingezogen, schrieb Raymond 1942/43 den Schlager Es geht alles vorüber, es geht alles vorbei auf einen Text von Kurt Feltz, den Lale Andersen weltbekannt machte. Dieser Walzer gehörte zu den Titeln, die 1943 zur Beschallung im Rahmen der „Aktion Erntefest“ des Lagers Majdanek verwendet wurden. Nach dem Krieg kehrte Raymond vorübergehend in seine Heimat Österreich zurück und arbeitete zunächst als Hauskomponist in Wien und Salzburg beim späteren ORF.
In Hamburg ansässig, veröffentlichte er ab 1948 weitere musikalische Bühnenwerke, die im Flora Theater und im Deutschen Schauspielhaus uraufgeführt wurden. 1951 zog Fred Raymond von Hamburg nach Überlingen am Bodensee. Im gleichen Jahr brachte das Nationaltheater Mannheim seine letzte Operette Geliebte Manuela heraus. Am 10. Januar 1954 verstarb Fred Raymond unerwartet an Herzversagen. Er hinterließ seine junge Frau Eva-Maria († 2016). Die Geburt seines einzigen Sohnes Thomas erlebte er nicht mehr. Seine Grabstätte befindet sich in Überlingen am Bodensee, eine Lyra schmückt seinen Marmorgrabstein.
Der Sohn des Komponisten, Thomas Raymond, stiftete 2015 den künstlerischen Nachlass Fred Raymonds der Paris-Lodron-Universität Salzburg.
In Wien wurde er zum 80. Geburtstag mit der nach ihm benannten Fred-Raymond-Gasse im Bezirk Donaustadt geehrt, in seiner Wahlheimat Überlingen mit dem nach ihm benannten Fred-Raymond-Weg.

## Werke

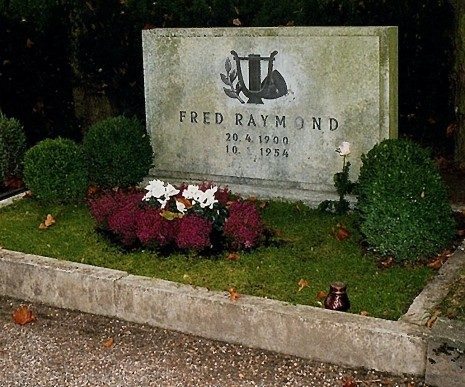
Grabstätte von Fred Raymond

### Operetten
- Lauf ins Glück (1934)
- Ball der Nationen (1935)
- Fahrt ins Abenteuer (1935)
- Auf großer Fahrt (1936)
- Marielu (1936)
- Maske in Blau (1937)
- Saison in Salzburg (Salzburger Nockerln) (1938)
- Die Perle von Tokay (1941)
- Konfetti (1948)
- Flieder aus Wien (1949)
- Geliebte Manuela (1951)

### Bekannteste Lieder

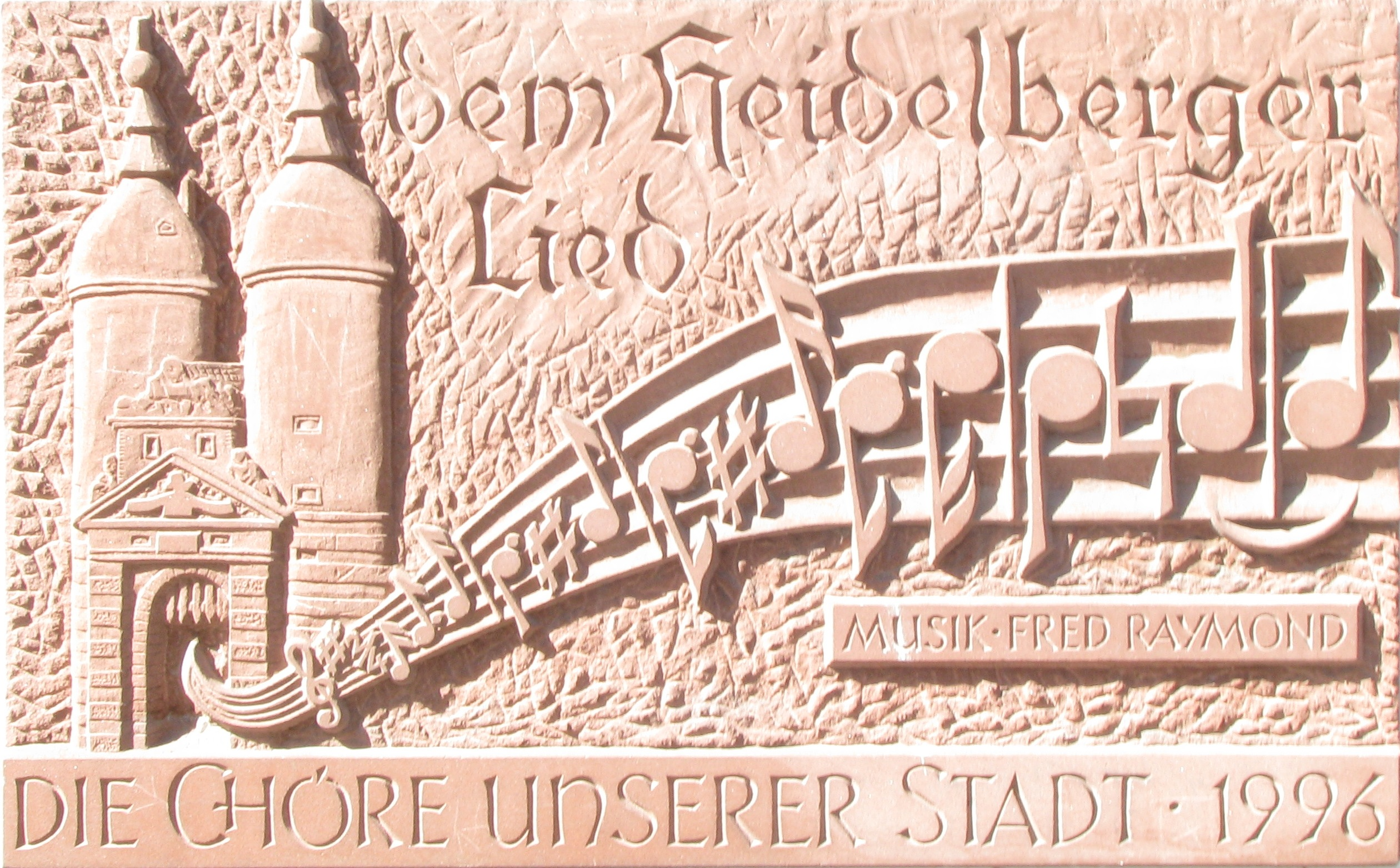
Gedenktafel 1996–2014 für „Ich hab mein Herz in Heidelberg verloren“ in der Heidelberger Hauptstraße.

- Ich hab mein Herz in Heidelberg verloren (1925, T.: Ernst Neubach und Fritz Löhner-Beda)Steintafel zum Gedenken an das „Heidelberger Lied“ mit Ergänzungstafel „Text: Fritz Löhner und Ernst Neubach“ am neuen Standort ab 2014 nördliches Ende der alten Brücke Heidelberg

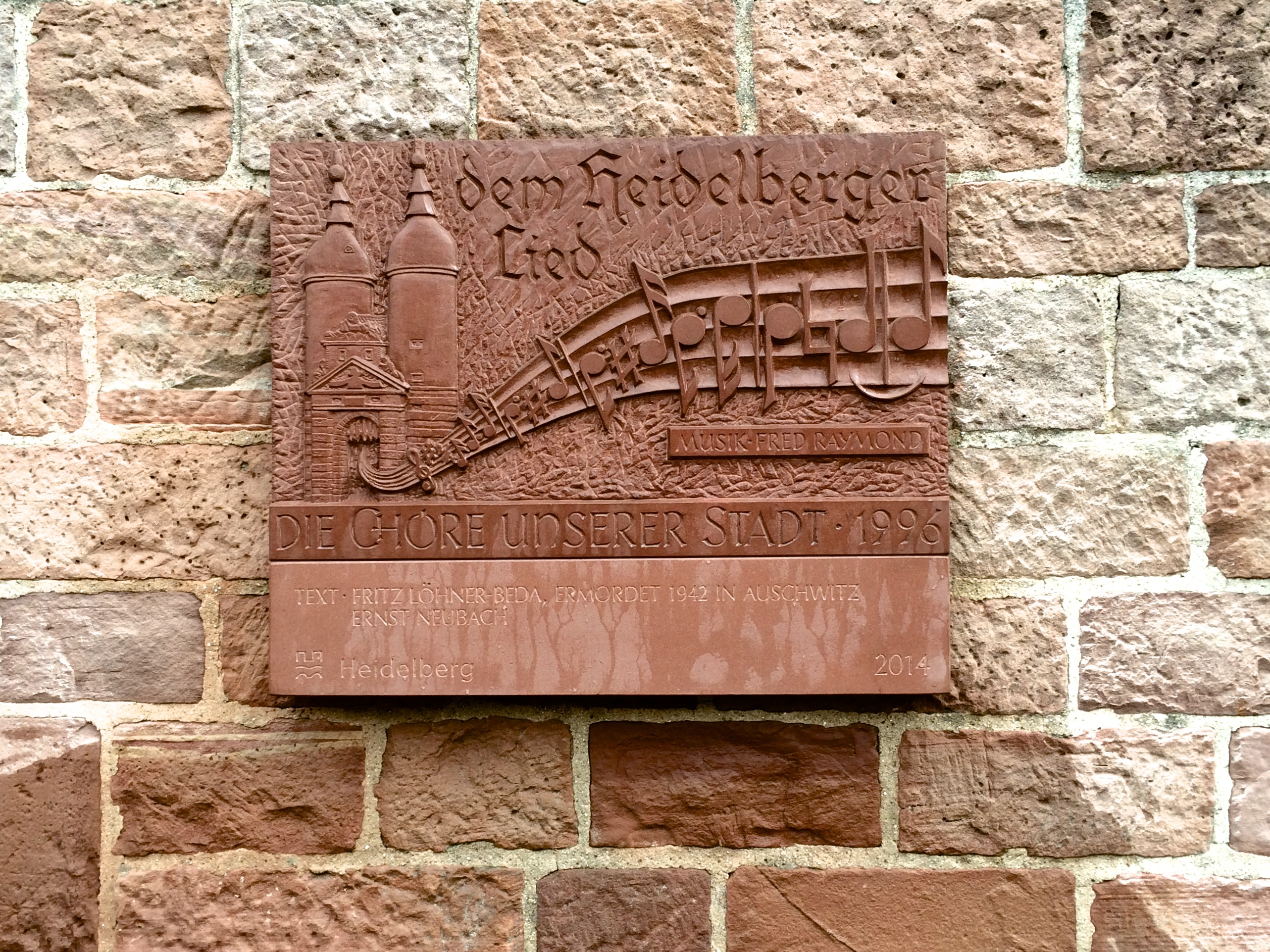
Steintafel zum Gedenken an das „Heidelberger Lied“ mit Ergänzungstafel „Text: Fritz Löhner und Ernst Neubach“ am neuen Standort ab 2014 nördliches Ende der alten Brücke Heidelberg

- Ich hab das Fräulein Helen baden sehn (1926, T: Fritz Grünbaum)
- Ich reiß mir eine Wimper aus (1928, T.: Charles Amberg)
- In einer kleinen Konditorei (1929, T.: Ernst Neubach)
- Mein Bruder macht im Tonfilm die Geräusche (1930, T.: Charles Amberg, Komposition von Fred Raymond und Luigi Bernauer)
- Ja, das Temperament (1937, T.: Günther Schwenn)
- Am Rio Negro (1937, T.: Günther Schwenn)
- Die Julischka aus Budapest (1937, T.: Günther Schwenn)
- Wenn der Toni mit der Vroni (1938, T.: Max Wallner und Kurt Feltz)
- Und die Musik spielt dazu (1938, T.: Max Wallner und Kurt Feltz)
- Es geht alles vorüber, es geht alles vorbei (1942, T.: Max Wallner und Kurt Feltz)

### Filmografie
- 1926: Ich hab’ mein Herz in Heidelberg verloren
- 1930: Delikatessen
- 1930: Eine tolle Nacht
- 1930: Nur am Rhein
- 1930: In einer kleinen Konditorei
- 1930: In Wien hab ich einmal ein Mädel geliebt
- 1930: Mädchen wollt ihr gefallen …?
- 1931: Ich bleib bei Dir
- 1939: Das Glück wohnt neben an
- 1943: Maske in Blau
- 1952: Saison in Salzburg
- 1952: Ich hab’ mein Herz in Heidelberg verloren
- 1953: Maske in Blau
- 1954: Ball der Nationen
- 1954: Staatsanwältin Corda
- 1954: Die Perle von Tokay
- 1961: Saison in Salzburg